# Gipfel-Glasschnecke

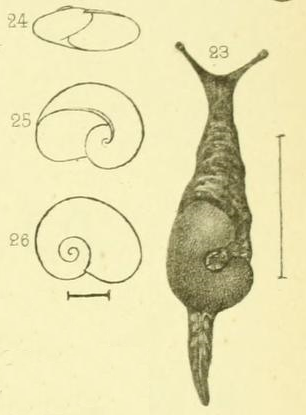
Originalabbildungen (aus Pollonera, 1884: Taf. 10)

Die Gipfel-Glasschnecke (Eucobresia pegorarii) ist eine „Halbnacktschnecke“ aus der Familie der Glasschnecken (Vitrinidae), die zu den Landlungenschnecken (Stylommatophora) gerechnet wird. Die Tiere können sich nicht mehr in das kleine Gehäuse zurückziehen.

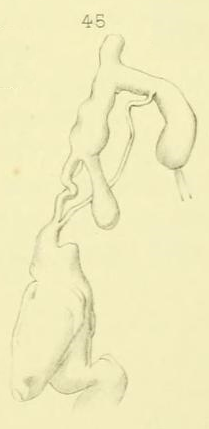
Genitalapparat (aus Pollonera, 1884: Taf. 10)

## Merkmale
Das rechtsgewundene, kleine Gehäuse ist ohrförmig, mit einem sehr flachen Gewinde. In der Seitenansicht ist es noch zu sehen. Es besitzt 2,5 langsam anwachsende Windungen und misst 4,3 bis 6 mm im Durchmesser, und 2,5 mm in der Höhe. Die Oberseite der Windungen ist sehr flach gewölbt, die Naht ist kaum eingetieft. Unten sind die Windungen stark gewölbt. Die Mündungsbreite beträgt 4,2 mm, die Mündungshöhe 3 mm. Die letzte Windung ist etwa breiter als das Gewinde. Ein Nabel ist nicht ausgebildet. Der Mündungsrand ist gerade und läuft dünn aus. Die stark querelliptische Mündung steht sehr schräg zur Windungsachse. Am unteren Rand der Mündung ist ein mäßig breiter Hautsaum vorhanden. Der Außenrand der Mündung ist schwach geschweift.
Die Schale ist sehr dünn und zerbrechlich. Das Embryonalgehäuse besteht aus 1¾ Windungen. Es ist milchig trüb. Der Teleoconch ist gelblich hornfarben und durchscheinend. Die Oberfläche ist schwach radial gerunzelt und stark glänzend.
Das ausgestreckte Tier wird bis etwa 18 mm lang. Der Weichkörper und der Mantel ist hellgrau bis etwas dunkler grau. Der Mantellappen ist schwarz und bedeckt nicht den Apex des Gehäuses. Die Begrenzung des schlitzförmigen Atemloches ist oben vorne fingerförmig vorgezogen. 
Vom Oberrand dieses Schlitzes führt eine Mantelrinne zum Rücken (hierdurch auch
von Phenacolimax glacialis unterschieden).
Im zwittrigen Geschlechtsapparat mündet der Zwittergang (Ductus hermaphroditicus) basal in die Eiweißdrüse. Der Eisamenleiter (Spermovidukt) ist länglich-gestreckt. Der Samenleiter (Vas deferens) ist kurz und dringt in der unteren Hälfte in die Penishülle ein. Der Penis ist dick, mäßig lang und gekrümmt; er ist von einer zusätzlichen Gewebehülle (Penishülle) umgeben. Der Samenleiter dringt dann apikal in den Penis ein. Der Apex ist gerundet, der Penisretraktormuskel setzt apikal an. Im Innern des Penis ist ein Schwellkörper vorhanden. Im weiblichen Teil sind freier Eileiter (Ovidukt) und Vagina annähernd gleich lang, der Eileiter kann aber auch länger sein. Die Vagina ist aber wesentlich dicker. Die Spermathek besitzt einen sehr kurzen Stiel und eine vergleichsweise sehr große Blase, die sogar länger ist als der Stiel. Allerdings variiert die Länge des Stieles etwas. Die Blase erreicht den unteren Teil des Eisamenleiters. Eileiter und Spermathek münden in einer halbkugeligen Papille im oberen Teil der Vagina. Vagina und Penis münden zusammen in ein vergleichsweise langes Atrium.

## Ähnliche Arten
Die Gipfel-Glasschnecke unterscheidet sich von der Ohrförmigen Glasschnecke (Eucobresia diaphana) und der Alm-Glasschnecke (Eucobresia nivalis) durch den kleineren Mantellappen, der den Apex des Gehäuses nicht bedeckt. Die Gipfel-Glasschnecke lässt sich von der Gletscher-Glasschnecke (Eucobresia glacialis) quasi nur anatomisch sicher unterscheiden. Bei der Gipfel-Glasschnecke besitzt das Gehäuse einen etwas schmaleren Hautsaum am unteren Rand der Mündung. Der Außenrand der Mündung ist bei der Gipfel-Glasschnecke schwach geschweift, bei der Gipfel-Glasschnecke gerundet. Die Unterschiede verschwimmen aber im Einzelfall. Die Gletscher-Glasschnecke unterscheidet sich durch den deutlich dickeren, konisch zulaufenden Penis und durch die stark verdickte Vagina. 

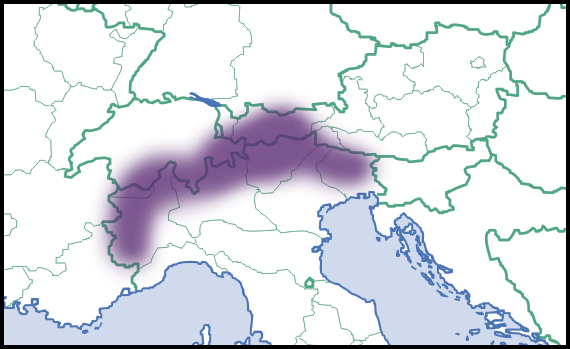
Verbreitung der Art in Europa (nach Welter-Schultes, 2012)

## Geographische Verbreitung und Lebensraum
Das Verbreitungsgebiet ist auf die Alpen beschränkt; Schweiz (Wallis, Graubünden), Deutschland (Bayerische Alpen), Österreichisch, Italien und Slowenien.
Die Tiere leben auf feuchten Bergwiesen und Rasenbändern an Felswänden, unter Steinen und Geröllhalden, überwiegend oberhalb der Baumgrenze, in der Schweiz zwischen 2000 und 3000 m, in Österreich zwischen 1240 und 3140 m über Meereshöhe.

## Lebensweise
Lothar Forcart fand im August 1943 auf dem Riffelberg sowohl juvenile wie auch adulte Tiere. Daraus ist zu schließen, dass die Art einen mehrjährigen Entwicklungszyklus hat.

## Taxonomie
Das Taxon wurde 1884 von Carlo Pollonera in der Kombination Vitrina pegorarii erstmals beschrieben. Es wird heute einheitlich in der Gattung Eucobresia Baker, 1929 geführt.

## Gefährdung
Die Art ist in Bayern stark gefährdet. Auch nach der Einschätzung der IUCN ist die Art auf das Gesamtverbreitungsgebiet betrachtet stark gefährdet.